# Avena Lee
Avena Lee (Las Vegas, Nevada; 12 de noviembre de 1982) es una actriz pornográfica estadounidense

## Biografía
Avena Lee de ascendencia tailandesa y china. Se caracteriza por un gran tatuaje y suele llevar lentes de contacto en las sesiones de fotos. Su especialidad es el sexo oral. Entró en la industria pornográfica en el año 2002, aunque algunos años antes, ha hecho muchos filmes desde inicios de 2006.